# إدي مايلز (لاعب كرة قدم أمريكية)
إدي مايلز (بالإنجليزية: Eddie Miles)‏ هو لاعب كرة قدم أمريكية أمريكي، ولد في 13 سبتمبر 1968 في ميامي في الولايات المتحدة.

## وصلات خارجية
- إدي مايلز على موقع مرجع كرة القدم المحترفة.كوم (الإنجليزية)
- إدي مايلز على موقع JustSportsStats.com (الإنجليزية)